# Ойкен, Арнольд
Арнольд Ойкен (нем. Arnold Eucken; 3 июля 1884, Йена, Саксен-Веймар-Эйзенах — 16 июня 1950, Зеебрук, Бавария или Зееон-Зеебрук, Бавария) — немецкий физико-химик.

## Биография
Ойкен родился в Йене, в семье философа, а позднее и лауреата Нобелевской премии по литературе Рудольфа Ойкена. Его братом был экономист Уолтер Ойкен. Арнольд Ойкен начал свое обучение в Кильском университете имени Кристиана-Альбрехта. В 1903 году он стал членом Корпуса Саксонии Киля. Поскольку в данном объединении Ойкен не занимал никакой должности, он переехал в свой родной Йенский университет и Университет Фридриха Вильгельма в Берлине.
Ойкен работал с Вальтером Нернстом и получил у него докторскую степень в 1906 году по теме стационарное состояние между поляризованными водородными электродами. В 1911 Ойкен, вслед за докторской степенью получил ученую степень, также в Берлине. В возрасте 31 года он мог бы занять кафедру университета в Бреслау уже в 1915 году, но это произошло только в 1919 году. Между тем Первая мировая война задержала его на Западном фронте (где он получил Железный Крест 1-го класса) в качестве командира батареи, а также преподавателя в артиллерийской школе. В 1930 году он начал работать в Геттингенском университете имени Георга Августа, сменив Густава Тамманна — предыдущего директора. После победы нацистской партии на выборах в Рейхстаг в марте 1933 года Ойкен стал в том же году членом этой партии. Он продолжал работать в Геттингене.
Он был женат на Фрици Браузеттер с 1913 года; у пары было четверо детей. Ойкен покончил жизнь самоубийством в 1950 году.

## Достижения
Ойкен внес важный вклад в области физической химии и технической химии. Он сосредоточился на удельных теплоемкостях при очень низких температурах, строении жидкостей и растворов электролитов, молекулярной физике (вращение, вибрация), дейтерии и тяжелой воде, гомогенной и гетерогенной газовой кинетике, катализе, химической технологии и химической технологии.
По его приглашению Эдвард Теллер приехал в Геттинген в 1931 году, где он также работал с Джеймсом Франком и особенно с Гертой Спонер. Среди его аспирантов были Клаус Шефер и Эрнст Ульрих Франк. Одним из последних докторантов Ойкена был впоследствии лауреат Нобелевской премии Манфред Эйген.

## Награды
- 1929: член-корреспондент Академии наук в Геттингене (действительный член с 1931 г.) [10]
- 1936: Избран членом Немецкой академии естествоиспытателей Леопольдина.
- 1942: член Баварской академии наук.
- 1944: Памятная медаль Бунзена
- 1945: доктор технических наук в Техническом университете Карлсруэ

## Основные труды
- Grundriss der Physikalischen Chemie, Leipzig, diverse Auflagen ab 1922 (Очерк физической химии, Лейпциг, различные издания с 1922 г.)
- Lehrbuch der Chemischen Physik, Leipzig, diverse Auflagen ab 1930 (Учебник химической физики, Лейпциг, различные издания с 1930 г.)
- Arnold Eucken und Rudolf Suhrmann, Physikalisch-Chemische Praktikumsaufgaben, Leipzig, diverse Auflagen ab 1928 (Арнольд Ойкен и Рудольф Зурманн, физико-химические практические занятия, Лейпциг, различные издания с 1928 г.)
- Der Nernstsche Wärmesatz, Ergebnisse der exakten Naturwissenschaften 1 (1922), S. 120–162. (Тепловая теорема Нернста, Результаты точных естественных наук 1 (1922), стр. 120—162).

Он был одним из редакторов 11-го и последнего издания (с 1926 года в Vieweg) учебника физики Мюллера-Пуйе (основан Иоганном Генрихом Якобом Мюллером, Клодом Серве Матиасом Пуйе).